# Прибеља (Гламоч)
Прибеља је насељено мјесто у Босни и Херцеговини, у општини Гламоч, које административно припада Федерацији Босне и Херцеговине. Према попису становништва из 1991. у насељу је живјело 233 становника.
Током рата 90их година већина кућа у Прибељи уништена је (углавном гранатама) од стране Хрватске Војске, док мештани Прибеље, и њихови потомци сада живе у Бања Луци, Новом Саду и осталим градовима.

## Географија
Насеље се налази уз саму ентитетску линију између Федерације БиХ и Републике Српске (општина Шипово).
У близини се налази и планина Виторог и Матрак.

## Становништво
| Демографија | Демографија | Демографија |
| Година      | Становника  | Становника  |
| ----------- | ----------- | ----------- |
| 1961.       | 679         |             |
| 1971.       | 639         |             |
| 1981.       | 425         |             |
| 1991.       | 233         |             |